# Skarjaks naturreservat
Skarjaks naturreservat är ett naturreservat i Arjeplogs kommun i Norrbottens län.
Området är naturskyddat sedan 2019 och är 890 hektar stort. Reservatet ligger sydväst om Uddjaur och omfattar höjderna Stor-Skarjag, Lill-Skarjaken och östra sluttningen av Kraja och myrmarker däremellan. Reservatet består av grandominerad barrblandskog.